# Pallada (croiseur, 1899)
Pour les articles homonymes, voir Pallada (homonymie).
Le Pallada en russe : Паллада, ou Pallas du nom d'une déesse de la mythologie grecque, croiseur auxiliaire construit pour la Marine impériale de Russie. Il fut l'un des trois croiseurs  de classe Pallada construits en Russie dans le cadre du programme naval de 1895. Destiné à la reconnaissance et à la lutte contre les navires de commerce ennemis, il opéra à une courte distance de sa base navale. Ce croiseur prit part à la Guerre russo-japonaise de 1904-1905, il participa à la bataille de la mer Jaune, le 10 août 1904 où il fut torpillé. Au cours du siège de Port-Arthur, il fut sabordé. Renfloué par les Japonais, il fut affecté à la Marine impériale du Japon sous le nom de Tsugaru (津軽). Il devait son nom au détroit de Tsugaru situé entre l'île de Honshu et l'île de Hokkaidō. Le Pallada fut le premier croiseur de sa classe construit, ses sister-ships furent l’Aurore et le Diana. 

## Historique
Le Pallada et ses sister-ships furent construits en renforcement de la flotte de l'Asie de l'Est. Malgré un blindage relativement peu épais, par rapport à ses prédécesseurs, une importante amélioration fut apportée. Il fut l'un des navires les plus modernes affectés dans la flotte d'Extrême-Orient.
La construction du Pallada et du Diana débuta en 1895, l’Aurore en 1897. Le Pallada fut lancé le 26 août 1899, le Diana en octobre de la même année, l'Aurore en mai 1900. Peu après la fin des travaux de construction, le Pallada et le Diana furent affectés dans la 1re escadre du Pacifique. 

### Technique
Le Pallada possédait un déplacement de 6 731 tonnes (standard), 6 932 tonnes (maximum). Long de 126 mètres, large de 16,08 mètres, il avait un tirant d'eau de 7,03 mètres. Équipé de deux machines à vapeur à triple expansion verticale (TEV) et de 24 chaudières de type Belleville, il développait une puissance de 13 000 chevaux pour une vitesse maximale de 19 nœuds (35 km/h). Son rayon d'action était de 5 000 kilomètres. Le croiseur était armé de 8 × 152 mm, 24 × 75 mm, 8 canons de 37 mm et de trois tubes lance-torpilles de 380 mm. L'épaisseur du pont était de 50/62 mm, le kiosque de 150 mm. 19 officiers et 540 marins composaient l'équipage du Pallada.

### Carrière dans la Marine impériale de Russie
Lors de l'attaque surprise des Japonais à Port-Arthur dans la nuit du 8 février au 9 février 1904, la Guerre russo-japonaise débuta. Le Pallada fut torpillé à bâbord, un incendie se déclara dans les soutes à charbon, il fut rapidement maîtrisé par les membres d'équipage, le croiseur fut de nouveau rapidement opérationnel.

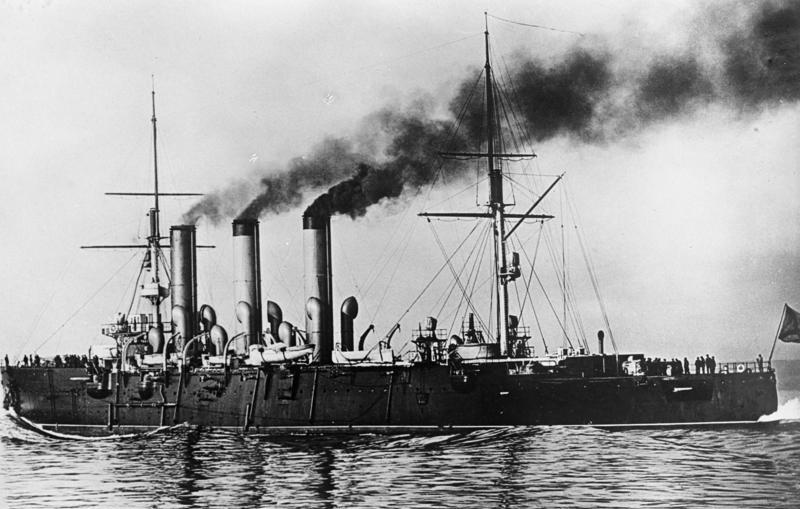
Croiseur Pallada

Lors de la bataille de la mer Jaune, le 10 août 1904, il fut de nouveau touché par des torpilles ennemies. Néanmoins, il réussit à rallier Port-Arthur. Par la suite, le croiseur resta bloqué avec les autres navires de la flotte russe dans le port. Ses canons furent transférés sur terre, ils furent utilisés pour la défense de la ville. Les membres d'équipage du croiseur furent convertis en soldats de l'infanterie, ils combattirent également pour la défense de Port-Arthur.
Le 8 décembre 1904, un navire japonais toucha le Pallada d'un obus de 280 mm. 
Après la fin du conflit russo-japonais, le Pallada fut renfloué par les Japonais et remorqué vers le Japon.

### Carrière dans la Marine impériale du Japon
Le 22 août 1908 le Pallada entra en service dans la Marine impériale japonaise en qualité de croiseur de seconde classe sous le nom de Tsugaru (津軽). 
De nouvelles machines à triple expansion verticale et 24 chaudières furent installées sur le Tsugaru, il développait alors une puissance de 11 610 chevaux pour une vitesse de 10 nœuds (19 km/h). Le croiseur fut armé de 8 canons de 152 mm, 12 de 80 mm, 4 tubes lance-torpilles de 450 mm. L'équipage était composé de 514 hommes.
Après son affectation dans la flotte japonaise le croiseur fut presque exclusivement utilisé comme navire de formation et ne quitta jamais les eaux japonaises.
Le 1er avril 1920 le Tsugaru fut reclassé comme mouilleur de mines. Il fut retiré de la liste des effectifs de la Marine impériale du Japon le 1er avril 1922. Au cours de la cérémonie commémorative de la bataille de Tsushima, le Tsugaru fut sabordé à l'aide de charges explosives au large de Yokosuka le 27 mai 1924.

## Autres navires de même nom
- La Marine impériale de Russie lança un croiseur cuirassé portant le nom de Pallada, le 11 octobre 1914, à l'entrée du golfe de Finlande, ce croiseur fut torpillé par le sous-marin allemand U-26, 597 hommes perdirent la vie. Au cours de la Première Guerre mondiale ce fut la première perte de la Marine impériale de Russie.
- Pendant la Seconde Guerre mondiale, la Marine impériale du Japon posséda un mouilleur de mines nommé Tsugaru.

## Sources
- (de) Cet article est partiellement ou en totalité issu de l’article de Wikipédia en allemand intitulé « Pallada (Schiff, 1899) » (voir la liste des auteurs).

- (en) Cet article est partiellement ou en totalité issu de l’article de Wikipédia en anglais intitulé « Russian cruiser Pallada (1899) » (voir la liste des auteurs).

- (ru) Cet article est partiellement ou en totalité issu de l’article de Wikipédia en russe intitulé « Паллада (значения) » (voir la liste des auteurs).